# Schorlemerstraße 1, Luegallee 66–74

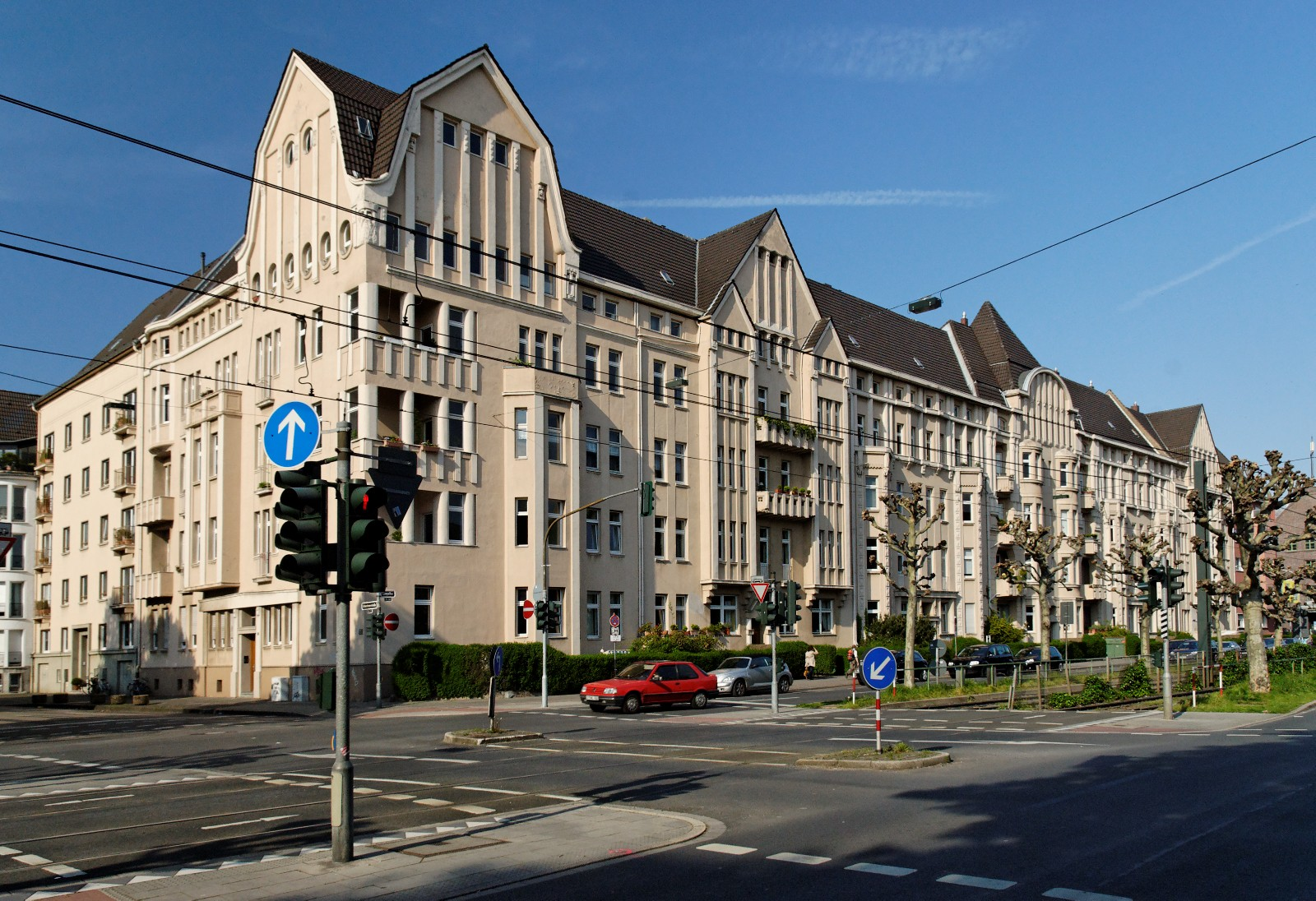
Schorlemerstraße 1, Luegallee 66–74

Das Wohngebäude Schorlemerstraße 1, Luegallee 66–74 (auch Kyffhäuserblock) in Düsseldorf-Oberkassel wurde 1910–1911 nach Entwürfen des Düsseldorfer Architekten Gustav Utermann im Stil der Reformarchitektur mit monumentalen Erkern und Giebeln erbaut. Das Gebäude ist viergeschossig und steht seit 1985 unter Denkmalschutz.